# 波杰布拉德的伊日广场站
波杰布拉德的伊日广场站是布拉格地铁A线的一座车站，站名源自附近的波杰布拉德的伊日广场（Jiřího z Poděbrad），此广场得名于波希米亚国王——波杰布拉德的伊日。